# Tre topolini ciechi
Tre topolini ciechi (titolo orig. Three Blind Mice) è un racconto poliziesco di Agatha Christie, apparso nel numero di maggio 1948 sulla rivista Cosmopolitan, che l'autrice britannica aveva rielaborato da un proprio radio-dramma scritto per la BBC, andato in onda un anno prima, mai dato alle stampe nel Regno Unito. Il racconto è all'origine della celeberrima opera teatrale The Mousetrap, un "murder mistery play" per antonomasia. 

## Trama
Mollie e Giles Davis, due giovani sposi, hanno da poco restaurato l'antica magione di Monkswell Manor , nella campagna inglese, per adibirla a pensione. Il giorno dell'apertura accolgono i loro primi ospiti: Christopher Wren, omonimo del celebre architetto, un giovanotto irascibile che si attira subito le antipatie di Giles e una certa fascinazione da parte di Mollie; Mrs Boyle, un'anziana nobile decaduta, pronta a lamentarsi di tutto; il maggiore Metcalf, militare in pensione. A essi si unisce il signor Paravicini, che asserisce di aver avuto un guasto alla sua auto poco distante da Monkswell Manor: la causa è una colossale nevicata che isola la magione e chi vi abita.
A Londra, intanto, la polizia riceve la testimonianza di due uomini che avrebbero visto l'assassino di Maureen Lyon: la donna è stata uccisa pochi giorni prima, e i due dichiarano di aver visto qualcuno, probabilmente un uomo, scappare dal luogo del delitto; questi avrebbe lasciato un taccuino, che viene consegnato agli agenti, contenente la filastrocca Tre Topolini Ciechi e alcuni indizi che collegano la vittima a un caso avvenuto molti anni prima. Maureen Lyon sarebbe infatti la madre adottiva dei tre fratellini Corrigan, i quali sarebbero stati maltrattati e picchiati dalla donna e suo marito fino alla morte del più piccolo tra i tre. I coniugi furono condannati alla reclusione e il marito morì in un incidente cercando di fuggire, mentre la Lyon fu rilasciata: la polizia sospetta che a ucciderla sia stato il maggiore dei Corrigan, per vendicare la morte di suo fratello. Nel taccuino c'è inoltre l'indirizzo di Monkswell Manor.
Mollie, ancora all'oscuro di tutto, riceve una telefonata dalla polizia che la informa dell'arrivo dell'agente Trotter, mandato a Monkswell Manor per indagare. Trotter arriva alla dimora, ormai isolata dalla tormenta, servendosi degli sci; l'agente spiega a ospiti e proprietari la ragione della sua presenza, e rivela loro che la filastrocca dei Tre Topolini si riferirebbe, oltre che ai tre fratellini Corrigan, al numero di persone contro cui sarà perpetrata la vendetta; il sospetto è dunque che sia l'assassino che le due restanti vittime si trovino a Monkswell Manor. Trotter chiede a ciascuno degli astanti se sia connesso con il caso Corrigan: tutti negano, ma sembrano nascondere qualcosa; l'unica a dichiarare di averci avuto a che fare è Mrs Boyle, la quale rivela di essere stata lei ad autorizzare l'affido dei bambini alla famiglia Lyon, ma di non sentirsi affatto responsabile per ciò che avvenne dopo. Gli ospiti tornano tutti nelle proprie stanze; rimasta sola, Mrs Boyle viene uccisa dal misterioso assassino.
In seguito all'omicidio, si scopre che i fili del telefono sono stati recisi, mentre gli sci di Trotter vengono rubati: la casa è completamente isolata. Trotter riunisce nuovamente tutti i presenti e spiega loro che ciascuno di essi può essere sospettato per gli omicidi: la polizia ritiene che il colpevole sia il fratello maggiore, che adesso avrebbe all'incirca l'età di Christopher o Giles; ma a pretendere vendetta potrebbe essere il vero padre dei tre, coetaneo di Metcalf e Paravicini, o la sorella mezzana, che potrebbe essere la stessa Mollie. La tensione tra i personaggi aumenta: Mollie scopre infatti che Christopher è un disertore sotto falso nome; inoltre nota atteggiamenti sospetti da parte di Metcalf e Paravicini; si rende conto, inoltre, di non conoscere nulla del passato di suo marito: durante un confronto, lo costringe ad ammettere che il giorno dell'assassinio della Lyon lui si trovava a Londra e non altrove come le aveva detto; a sua volta, l'uomo la induce a confessare di essersi recata a Londra lo stesso giorno, senza che nessuno dei due sapesse dell'altro.
Trotter elabora un piano per costringere l'assassino a uscire allo scoperto: allo scopo di verificare tutti gli alibi ciascuno dei presenti ripeterà le azioni che uno degli altri stava compiendo al momento dell'assassinio di Mrs. Boyle. Tutti si disperdono nelle varie stanze, e Mollie rimane sola nel salotto dove si sarebbe dovuto trovare Paravicini. Dopo poco viene raggiunta da Trotter, che la invita a confessare la sua vera identità: anni prima, lei sarebbe stata la maestra dei tre bambini, la quale aveva deliberatamente ignorato una lettera scrittale dal più piccolo per chiederle aiuto. Mollie rivela che la persona in questione non era lei, ma sua sorella, la quale avrebbe tardato ad aprire la lettera a causa di una grave malattia: quando lo aveva fatto, era troppo tardi e il bambino era già morto. Il senso di colpa avrebbe portato la sorella alla morte.
A quel punto Trotter rivela a sua volta la sua identità: è Georgie, il maggiore dei fratelli Corrigan, il quale ha ucciso Maureen Lyon e Mrs. Boyle per vendicare il suo fratellino. Minacciandola con una pistola, l'uomo spiega a Mollie di essere stato lui stesso a telefonarle per annunciarle il suo arrivo, ingannandola fin dall'inizio.  Nonostante non sia la sua vittima designata, Georgie (la cui mente devastata lo porta ad avere improvvise regressioni) decide di ucciderla comunque, ma a quel punto irrompe Metcalf, che disarma l'omicida e lo arresta: anche lui non è chi dice di essere, ma un poliziotto che si era introdotto a Monkswell Manor quando il taccuino di Georgie era stato ritrovato. Sapendo che Trotter non era realmente un poliziotto, aveva compreso sin dall'inizio che l'assassino fosse lui. L'omicida viene portato via, la tempesta ha termine: Paravicini può lasciare la pensione e Wren rimane con i Davis; Giles e Mollie scoprono che la ragione per cui si trovavano entrambi a Londra era comprare un regalo al proprio partner per il loro anniversario, e si riappacificano.

## La genesi
Il radio-dramma, della durata di mezz'ora, fu trasmesso dall'emittente pubblica britannica per gli 80 anni della regina madre Mary of Teck, la quale aveva espresso il desiderio di sentire un nuovo lavoro della Christie, fra i suoi scrittori preferiti, quando la BBC all'inizio del 1947 chiese alla sovrana quale trasmissione avrebbe gradito come regalo di compleanno. Così la BBC incaricò la giallista.
L'idea, come spesso accadeva, venne alla Christie da un vero fatto di cronaca nera: nel 1945 due fratelli adottati subirono maltrattamenti, a causa dei quali uno dei due morì. Un caso che traumatizzò il Paese, e che ebbe come conseguenza la modifica delle norme sull'adozione, un paio d'anni dopo.
Della trasmissione radiofonica, andata in onda in diretta, non esiste registrazione.
Il racconto venne a sua volta adattato dalla Christie per il teatro, cambiando nome a qualche personaggio e all'opera, che infatti fu messa in scena come Trappola per topi (The Moustrap).
Sia il primo titolo sia il secondo, hanno un significato particolare per il pubblico anglofono: Three Blind Mice è infatti una filastrocca risalente a prima del Seicento, che viene citata nei due testi e che suona più o meno come la canzoncina francese Frère Jacques o l'italiana Fra Martino campanaro; The Moustrap è il titolo del dramma rappresentato dagli attori amici di Amleto, nell'omonima tragedia di Shakespeare, su richiesta dello stesso Principe di Danimarca, che vuole smascherare lo zio, l'omicida del padre.
Il racconto Tre topolini ciechi, edito nel 1950 negli Stati Uniti in un volumetto con altri otto racconti (Three Blind Mice and Other Stories), non è mai stato pubblicato in Gran Bretagna su insistenza della Christie, perché non confliggesse con l'adattamento teatrale: e «finché sarà in scena nel West End di Londra (com'è da oltre 60 anni) il breve romanzo non potrà esser pubblicato».
Per il radio-dramma Agatha Christie ricevette dalla BBC un compenso di cento ghinee, ma lo donò al fondo per i giocattoli dell'ospedale pediatrico di Southport.

## In Italia
In Italia il racconto fu pubblicato da Selezione dal Reader's Digest nella collana "Ex libris" nel 1972, tradotto da Marco Papi. L'Editore Mondadori ha pubblicato il racconto nel 1981, nella raccolta Tre topolini ciechi e altre storie, stesso titolo dell'edizione Usa, tradotta da Lidia Lax e Marco Papi; da allora, sempre ristampata.
Il testo teatrale apparve nel 1953 sulla rivista Il Dramma, col titolo Tre topi grigi, così presentato: «dramma giallo in due atti e quattro quadri. Di Agatha Christie; versione italiana di Ada Salvatore»; l'Editore Mondadori lo ha pubblicato nel 1982, tradotto da Ida Omboni, nella collana Oscar.
Il primo allestimento italiano fu proposto, col titolo Tre topi grigi, nel giugno 1954, al Teatro Carignano di Torino, dalla “Compagnia degli spettacoli gialli”.
Una versione per la radio fu poi trasmessa dal Secondo programma della RAI l'11 ottobre 1954, interpretata dalla Compagnia di prosa di Firenze (della stessa RAI), con Arnoldo Foà e la regia di Umberto Benedetto.

## Edizioni italiane
- Tre topolini ciechi e altre storie, traduzioni di Lidia Lax e Marco Papi, Collana Tutti i racconti di Agatha Christie n.7, Milano, Mondadori, ottobre 1981; Collana Oscar Gialli n.G66 (Oscar n.242), Mondadori, maggio 1991, ISBN 88-04-347-54-6; Collana Oscar Scrittori del Novecento, Mondadori, 1994, ISBN 978-88-044-1147-5; Collana Oscar Narrativa n.1506, Mondadori, 1996, ISBN 88-04-41147-3; Collezione Agatha Christie, Edizione illustrata, Milano, Club degli Editori (Mondolibri), 2000; Collana Oscar Scrittori Moderni, Mondadori, 2003, ISBN 978-88-045-2175-4; Collezione I grandi gialli di Agatha Christie, Milano, Hachette, 2004; Collana Oscar Gialli, Mondadori, 2019, ISBN 978-88-047-1083-7; Collana Oscar Moderni, Mondadori, 2020, ISBN 978-88-047-3691-2; Collana Oscar junior, Mondadori, 2021 - giugno 2025, ISBN 978-88-048-0273-0.